# Ivan Foletti
Ivan Foletti (* 17. listopadu 1980, Praha) je česko-švýcarský historik umění specializující se na studium historiografie umění Byzance a na studium umění Milána, Říma a Konstantinopole v období pozdní antiky a raného středověku – přesněji řečeno, na studium raně křesťanských památek z liturgického a rituálního hlediska. Vedle toho se zajímá o využití sociálních a antropologických přístupů k výzkumu dopadu období migrací na vývoj umění v oblasti Středomoří. Ivan Foletti získal svůj magisterský a doktorský titul v oboru dějiny umění na Université de Lausanne ve Švýcarsku, habilitován byl v témže oboru na Masarykově univerzitě. 17. června 2020 byl jmenován profesorem. V roce 2023 získal habilitaci z církevních dějin na Univerzitě v Helsinkách. 
V roce 2005 působil jako lektor na RGGU v Moskvě, v letech 2005-2017 přednášel dějiny umění na Université de Lausanne. Aktuálně působí jako profesor na Masarykově univerzitě, kde vyučuje kurzy středověkého umění (Evropa, Středomoří a Západní Asie). Je vedoucím RE:CENTU. Centra pro studium a popularizaci středověké vizuální kultury a Knihovny Hanse Beltinga, a rovněž vedoucím redaktorem časopisu Convivium. Exchanges and Interactions in the Arts of Medieval Europe, Byzantium, and Mediterranean (Brno, Lausanne, Praha 2014–). Ivan Foletti je dále vedoucím editorem čtyř publikačních sérií: Studia Artium Mediaevalium Brunensia (Řím 2013–), Parva Convivia (Brno, Řím 2016–), Convivia (Brno, Řím 2017–) a In Between. Images, Words and Objects (Řím, 2020–). Jako hostující profesor přednášel na univerzitách ve Fribourgu, Lausanne, Helsinkách, Neapoli, Padově, Poitiers, Praze a Benátkách, a jako výzkumný pracovník působil opakovaně v Max-Planck-Institut für Kunstgeschichte – Bibliotheca Hertziana, v Římě, dále potom také v Deutschen Forums für Kunstgeschichte – Max Weber Stiftung v Paříži, v Centre européen d'art et de civilisation médiévale v Conques, na Univerzitě v Bernu či v Zentrum für Literatur- und Kulturforschung in Berlin.
V roce 2024 byl jeden ze zakladatelů časopisu re:vize. Pohledy na minulost a současnost, který se věnuje popularizaci humanitních a sociálních věd. S archeologem Jiřím Macháčkem je také spoluautorem podcastu Středověk (jinak) trvá.

## Osobní život
Foletti se narodil v Praze do rodiny herců, jeho otec je Švýcar a matka je Češka Lenka Machoninová, jež je dcerou Sergeje Machonina, divadelního a literárního kritika, divadelního teoretika, dramaturga, scenáristy publicisty a překladatele a malířky Olgy Machoninové, rozené Stepanovic. V době, kdy bylo Ivanu Folettimu 11 let, se jeho rodina přestěhovala do Švýcarska a do České republiky se vrátil natrvalo až po doktorském studiu. Je ženatý s historičkou a slavistkou Karolínou Foletti.

## Významné publikace

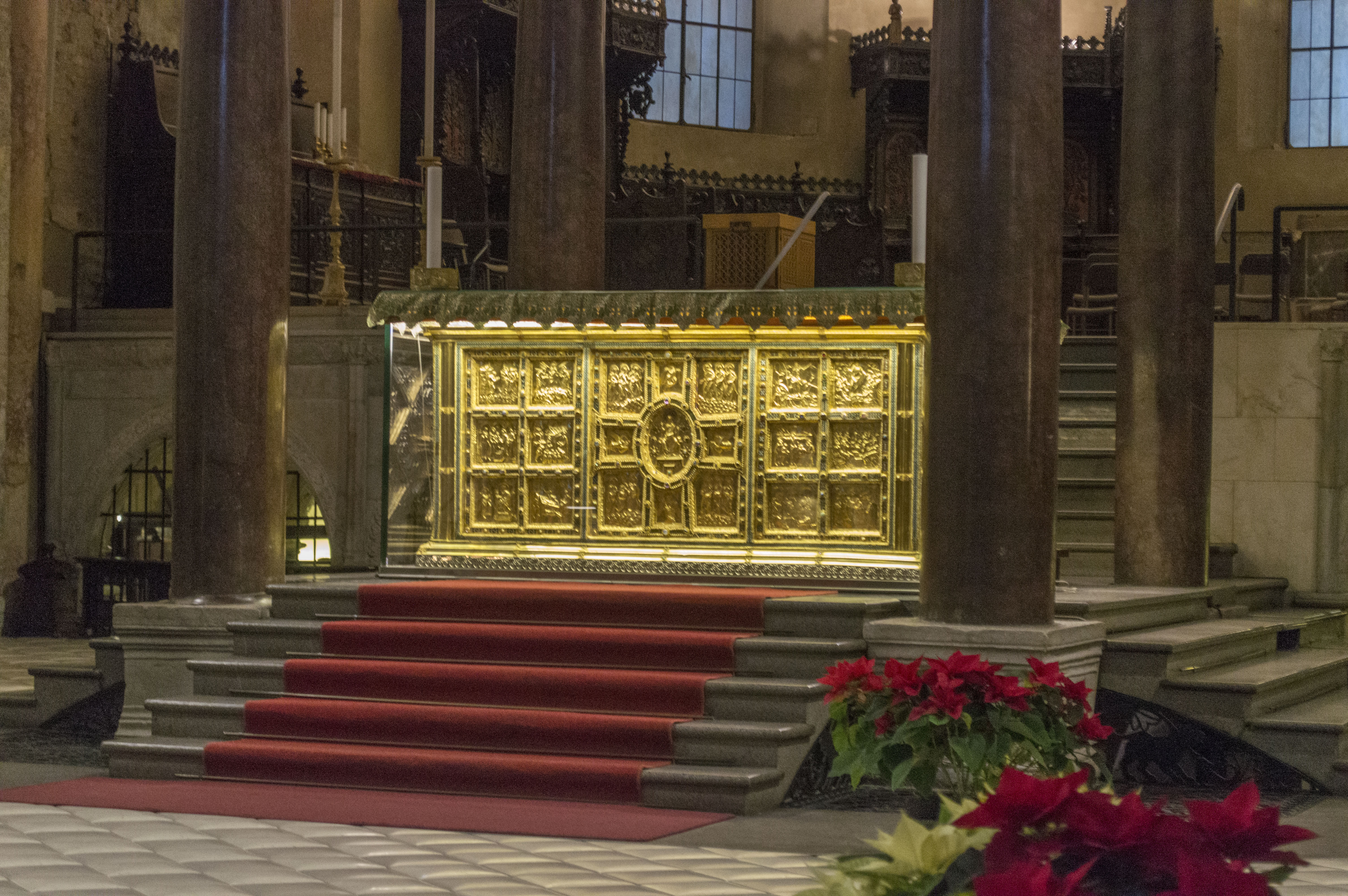
Oltář Sv. Ambrože, Miláno, 824-859 – dílo, kterému se Foletti ve svém výzkumu věnoval

### Monografie
- Ivan Foletti, Da Bisanzio alla Santa Russia. Nikodim Kondakov (1844–1925) e la nascita della storia dell'arte in Russia, Řím 2011, 320 s., ISBN 9788883346439 [anglické vydání: From Byzantium to the Holy Russia. Nikodim Kondakov (1844–1925) and the Invention of the Icon, Řím 2017, ISBN 9788867287529

- Ivan Foletti, Manuela Gianadrea, Zona liminare. Il nartece di Santa Sabina, le sue porte e l’iniziazione cristiana a Roma, Řím 2015, 280 s., ISBN 9788867283545.

- Ivan Foletti, Manuela Gianadrea, The 5th Century in Rome. Art, Liturgy and Patronage, Řím 2017. 312 s., ISBN 9788867282111.

- Ivan Foletti, Ženy u oltáře, nikdy?, Brno 2018, 80 s., ISBN 9788074851759.

- Ivan Foletti, Oggetti, reliquie, migranti. La basilica Ambrosiana e il culto dei suoi santi (386–972), Řím 2018, 254 s, ISBN 9788867288465. [anglické vydání: Objects, Relics, Migrants. The Basilica Ambrosiana and the Cult of it Saints, Řím 2020, ISBN 9788867289509.

- Ivan Foletti, Katharina Meinecke, Jupiter, Kristus, Chalífa: Obrazy mocných a zrození středověku (IV.–VII. století), Brno 2019, 112 s, ISBN 9788074851995.
- Ivan Foletti, Adrien Palladino, Byzantium or Democracy? Kondakov’s Legacy in Emigration: the Institutum Kondakovianum and André Grabar, 1925–1952, Řím 2020, 211 s., ISBN 9788833134963
- Ivan Foletti, Zuzana Frantová, Mediální revoluce: Christianizace Evropy, Ravenna pátého století a jak obrazy mění dějiny, Brno 2021, 168 s., ISBN 978-80-7485-232-9.
- Ivan Foletti, Karolina Foletti, Adrien Palladino, Potenciál migrace Hranice, karantény a osudy meziválečných uprchlíků, Brno 2022, 271 s. ISBN 978-80-280-0140-7.
- Ivan Foletti, Ruský imperialismus. Umění, věda a náboženství ve službách režimů (1801–⁠2023), Brno 2023, 158 s. ISBN 978-80-280-0308-1
- Ivan Foletti, Adrien Palladino, Ruben Campini, Klára Doležalová, Annalisa Moraschi, The Othering Gaze: Imperialism, Colonialism, and Orientalism in Studies on Medieval Art in the Southern Caucasus (1801–1991), Řím 2023, 248 s. ISBN 9791254694947
- Ivan Foletti, Ženy u oltáře? Matka Boží a gender v raném křesťanství, Brno 2023, 155 s. ISBN 978-80-280-0398-2

- Ivan Foletti, Russian Imperialism and the Medieval Past, York 2024, 118 s. ISBN 9781802701760
- Ivan Foletti, Margarita Khakhanova, Armenophobia Art, Scholarship, and Russian Colonial Policy at the Turn of the Twentieth Century, Brno-Turhnout 2024, 127 s. ISBN 978-80-280-0576-4

## Kolektivní monografie (výběr)
- Fons Vitae. Baptême, Baptistères et rites d'initiation (IIe–VIe siècle) (Actes de la journée d’études, Université de Lausanne, 1er décembre 2006), Ivan Foletti, Serena Romano eds, Řím 2009, 176 s., ISBN 9788883343643.

- La Russie et L’Occident. Relations intellectuelles et artistiques au temps des révolutions russes, Ivan Foletti ed., Řím 2010, 224 s., ISBN 9788883344329.

- The Face of the Dead and the Early Christian World, Ivan Foletti ed., Brno-Řím 2013, 192 s., ISBN 9788883349942.

- The Medieval South Caucasus Artistic Cultures of Albania, Armenia and Georgia, Ivan Foletti, Erik Thunø eds, Brno-Turnhout 2016 / Convivium, Supplementum (2016), 226 s., ISBN 9788021083226.

- Milano allo specchio: Da Costantino ai Visconti, l’autopercezione di una capitale, Ivan Foletti, Irene Quadri, Marco Rossi eds, Řím 2016, 176 s., ISBN 9788867287093

- Ritualizing the City: Collective Performances as Aspects of Urban Construction, Ivan Foletti, Adrien Palladino eds, Řím 2017, 228 s., ISBN 9788867288946.

- Re-thinking, Re-making, Re-living Christian Origins, Ivan Foletti, Manuela Gianandrea, Serena Romano, Elisabetta Scirocco eds, Řím 2018, 476 s., ISBN 9788867289134.

- Migrating Art Historians on the Sacred Ways, Ivan Foletti, Katarína Kravčíková, Sabina Rosenbergová, Adrien Palladino, eds., Brno-Řím 2018, 468 s., ISBN 9788833131054.

- Discovering the Art of Medieval Caucasus (1801-1945), Ivan Foletti, Stefano Riccioni eds / Venezia Arti (2018), Benátky 2018, 139 s. dostupné on-line Archivováno 21. 3. 2020 na Wayback Machine..

- Inventing Medieval Czechoslovakia 1918–1968. Between Slavs, Germans, and Totalitarian Regimes, Ivan Foletti, Adrien Palladino eds, Brno-Řím 2019, 200 p., ISBN 9788833133102.

- The Notion of Liminality and the Medieval Sacred Space, Klára Doležalová, Ivan Foletti eds / Conivium, Supplementum (2019), Brno-Turnhout 2019, 162 s., ISBN 9788021094536.
- Conques Across. Time Inventions and Reinventions (9th–21st Centuries), Ivan Foletti, Adrien Palladino eds, Brno-Řím 2025, 594 s., ISBN 9791254699232